# 愛知県道246号刈谷大府線

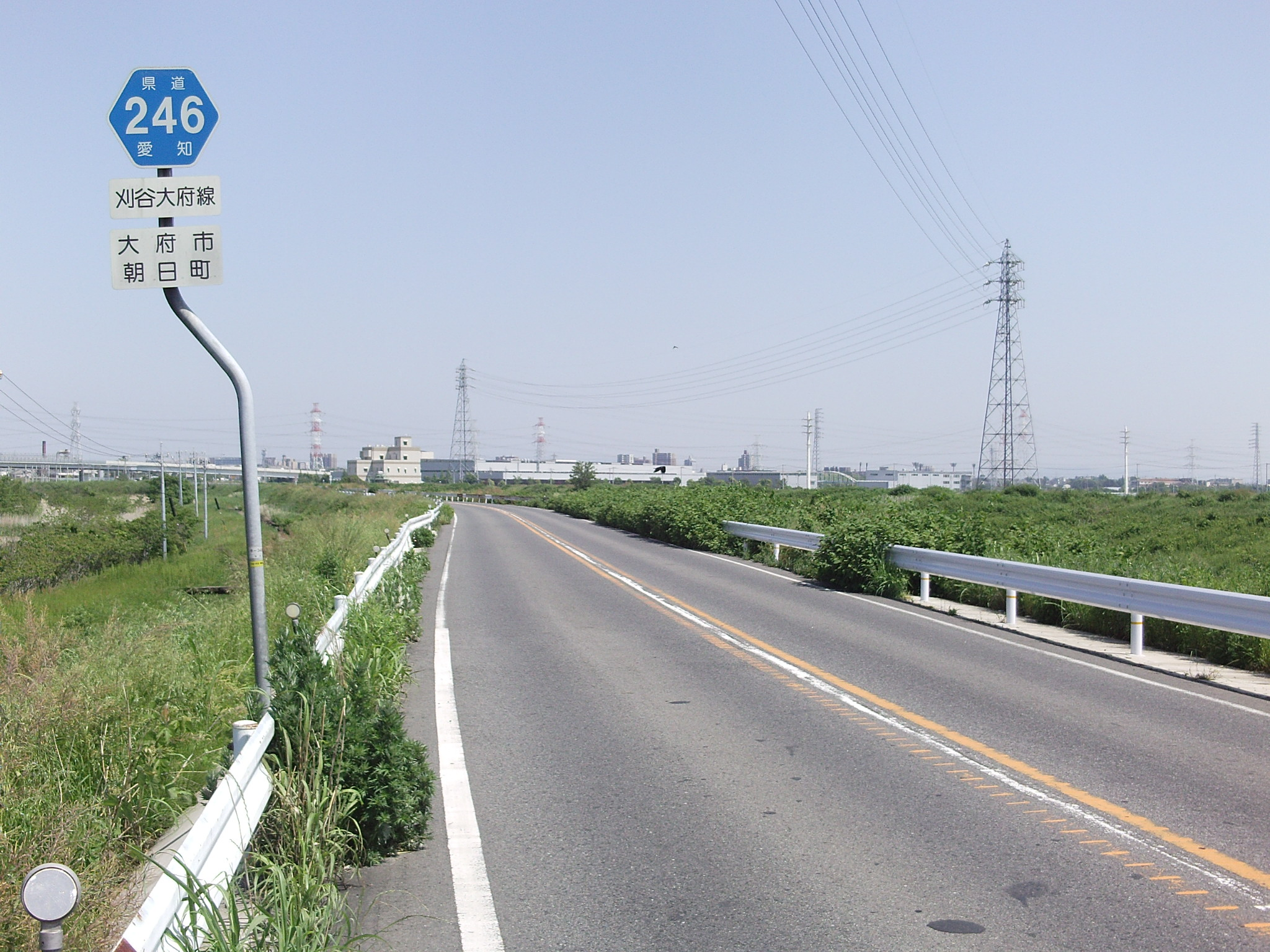
大府市側。石ヶ瀬川左岸の堤防道路。

愛知県道246号刈谷大府線（あいちけんどう246ごう かりやおおぶせん）は、愛知県刈谷市から大府市に至る一般県道である。

## 概要
かつて刈谷と大府の間には直通する道が無かったため、1906年（明治39年）に刈谷町（現・刈谷市）から知多郡大府村（現・大府市）を結ぶ郡道（郡制の下で整備される道路）の開設申請書が出された。その後、1913年（大正2年）に県道の大府刈谷線として境川・逢妻川を渡る3ヶ所の橋とともに認可され、1934年（昭和9年）3月に境川に架かる境橋と逢妻川に架かる刈谷橋および亀城橋（橋名板が失われていたが、刈谷市総合文化センターの広報資料に言及あり。）が竣工、刈谷から大府までを結ぶ道が整備された。
近年の交通量の増加などからバイパス整備が進められ、2014年（平成26年）11月15日に熊野町6丁目から森岡工業団地南交差点までを結ぶ刈谷境橋（256メートル）と五ケ村橋（37メートル）を含むバイパス道路が開通したことに伴い、刈谷市熊野町6丁目交差点から大府市朝日町六丁目交差点まで石ヶ瀬川左岸を通る路線は通行止めとなった。橋の幅員の狭さや老朽化、河川整備のため境橋・刈谷橋は撤去される。

### 路線データ
- 起点：愛知県刈谷市寺横町
- 終点：愛知県大府市若草町三丁目

## 通過する自治体
- 愛知県
  - 刈谷市
  - 知多郡東浦町
  - 大府市

## 接続する道路
- 愛知県道48号岡崎刈谷線（寺横町交差点）

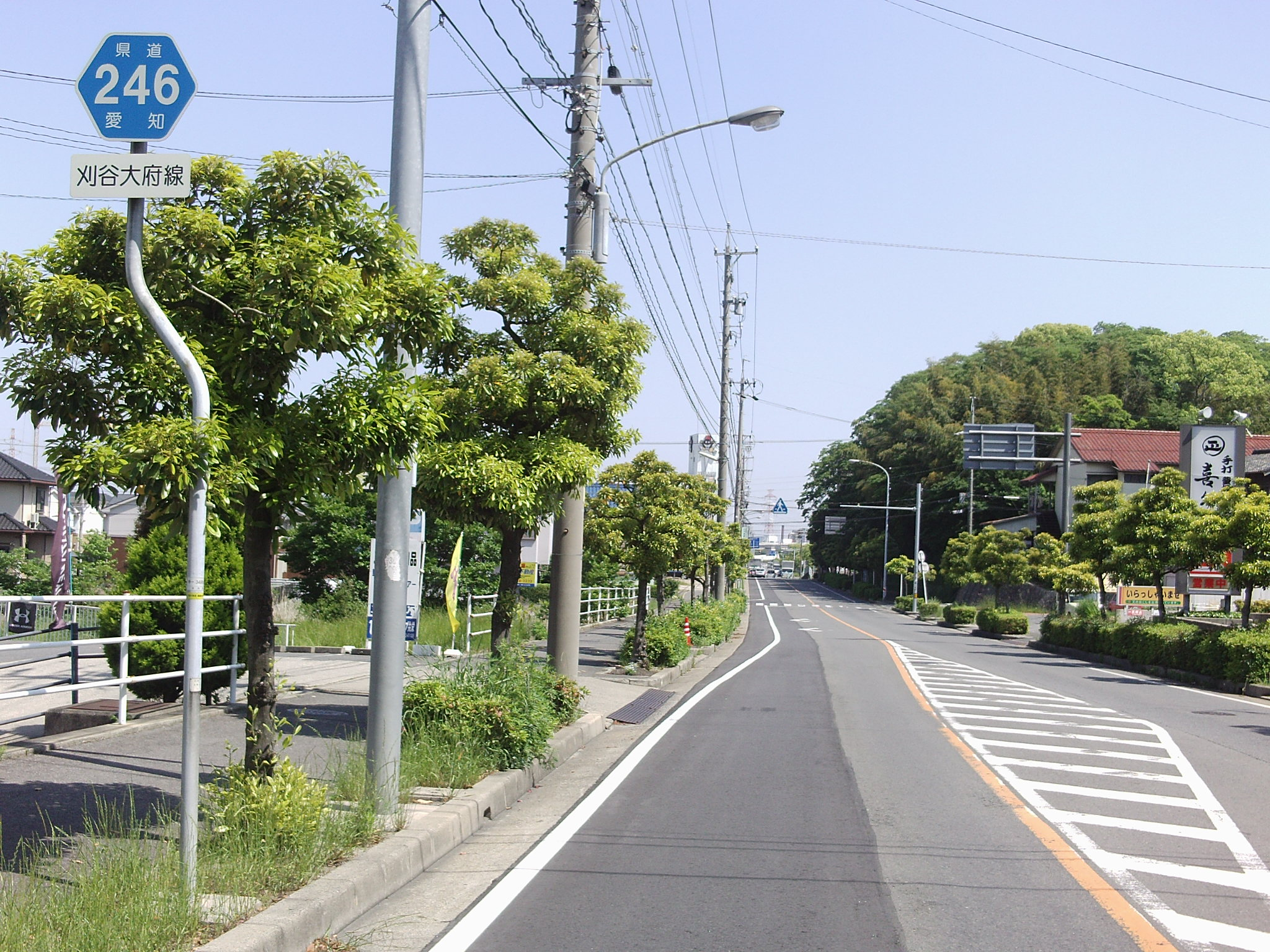
県道のバイパス区間。愛知県道50号名古屋碧南線のバイパスと連続し一体となっている。

- 愛知県道50号名古屋碧南線（師崎街道）（朝日町6交差点・若草町3丁目交差点間で重複）
- 国道155号・国道366号（師崎街道）（中央町7丁目交差点・若草町3交差点間で重複）

## 周辺
- 刈谷市体育館
- 刈谷市清掃センター
- 東部知多浄化センター